# Соллефтео
Соллефтео (швед. Sollefteå) — містечко (tätort, міське поселення) у північній Швеції в лені Вестерноррланд. Адміністративний центр комуни  Соллефтео.

## Географія
Містечко знаходиться у центральній частині лена Вестерноррланд за 495 км на північ від Стокгольма.

## Історія
Перша згадка про Соллефтео в літописах зустрічається під 1270 роком. У той час село носило назву лат. De Solatum, яке можна інтерпретуватися як складене від Sol (сонце) і at (ділянка землі), тобто дослівно «сонячний регіон».
У 1902 році Соллефтео отримало статус чепінга.
А з 1917 році переведене в розряд міст.

## Герб міста
Місто Соллефтео отримало 1921 року королівське затвердження на герб з тетеруком. Сюжет з птахом використовувався давніше на парафіяльних печатках.
Сюжет герба: у срібному полі чорний тетерук. Символ підкреслює природні особливості.
Після адміністративно-територіальної реформи, проведеної в Швеції на початку 1970-х років, муніципальні герби стали використовуватися лишень комунами. Цей герб був 1971 року перебраний для нової комуни Соллефтео.

## Населення
Населення становить 7 540 мешканців (2018).

## Спорт
У поселенні базується спортивний клуб Соллефтео ГІФ.

## Уродженці
- Пер Свартвадет (* 1975) — колишній шведський хокеїст.

## Галерея

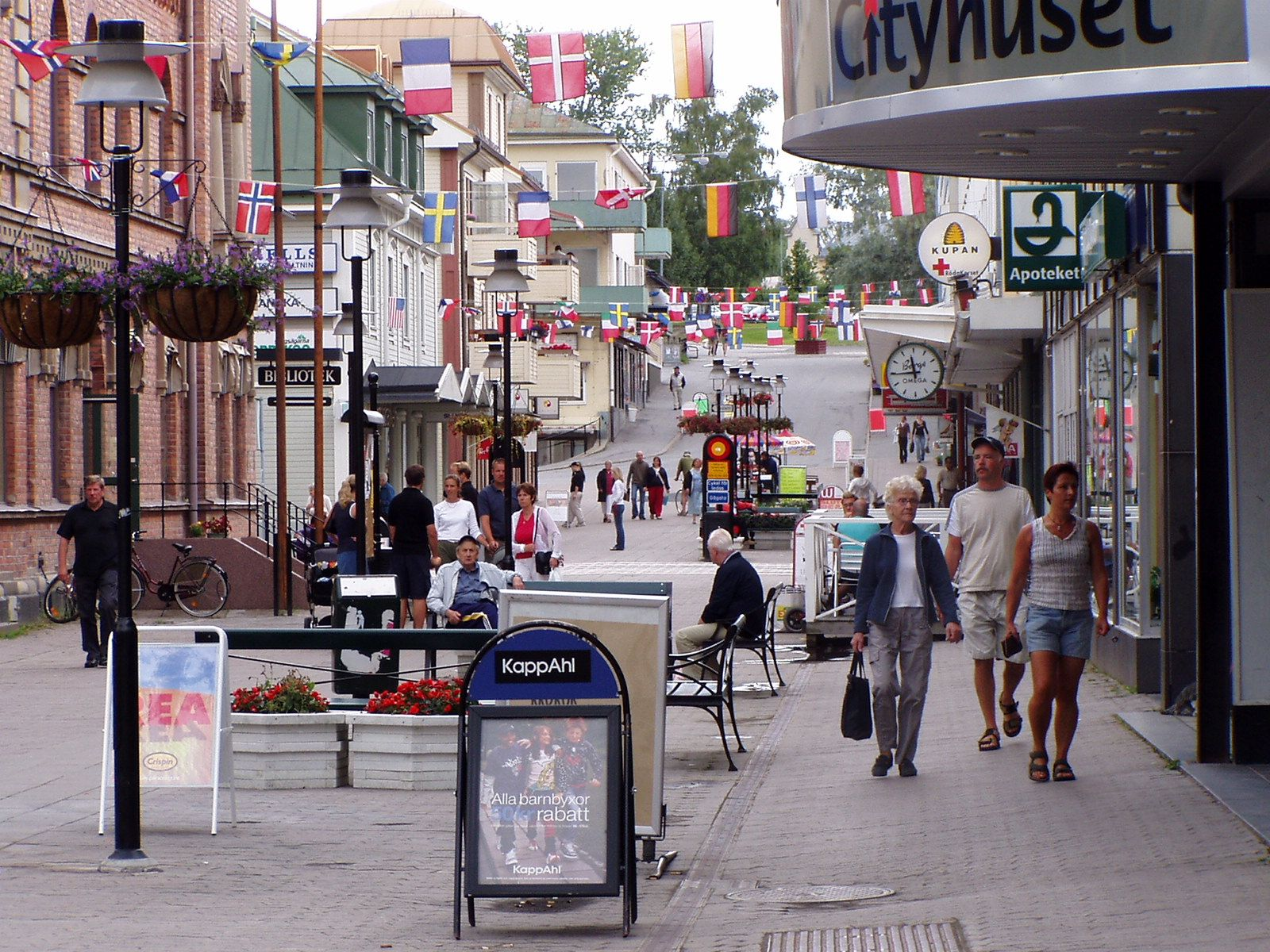
Вулиця Стургатан
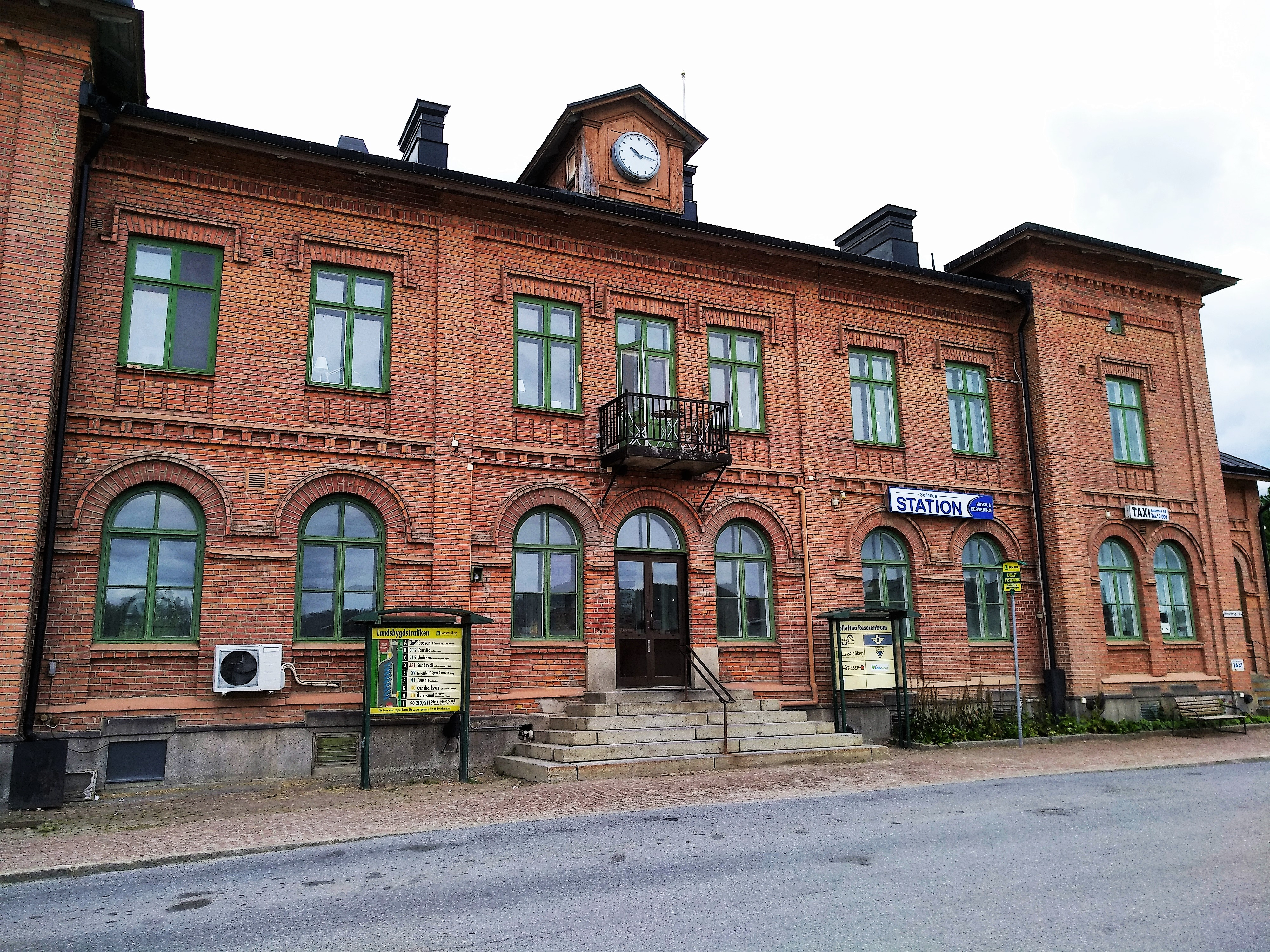
Залізнична станція
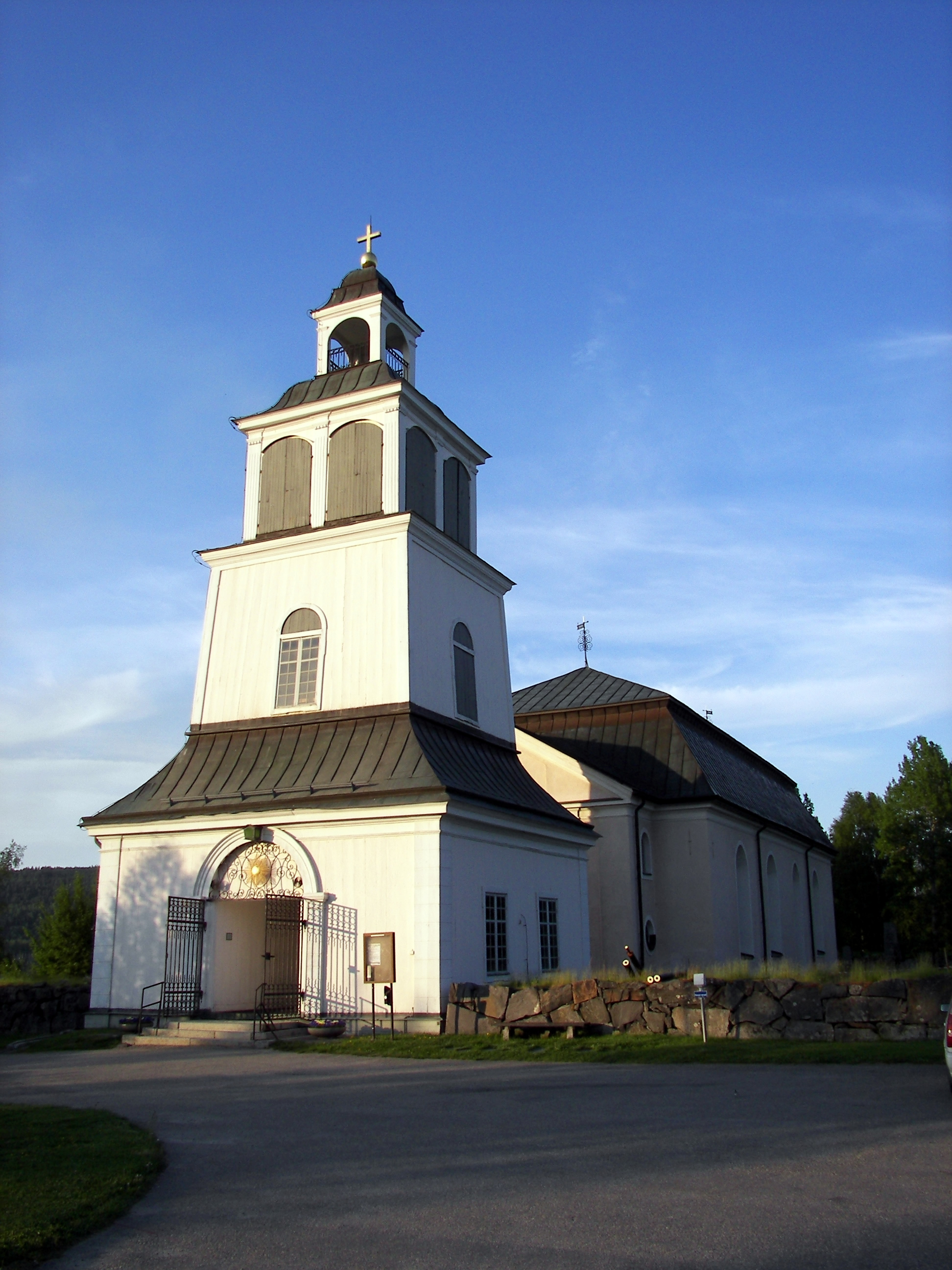
Церква
Пошта
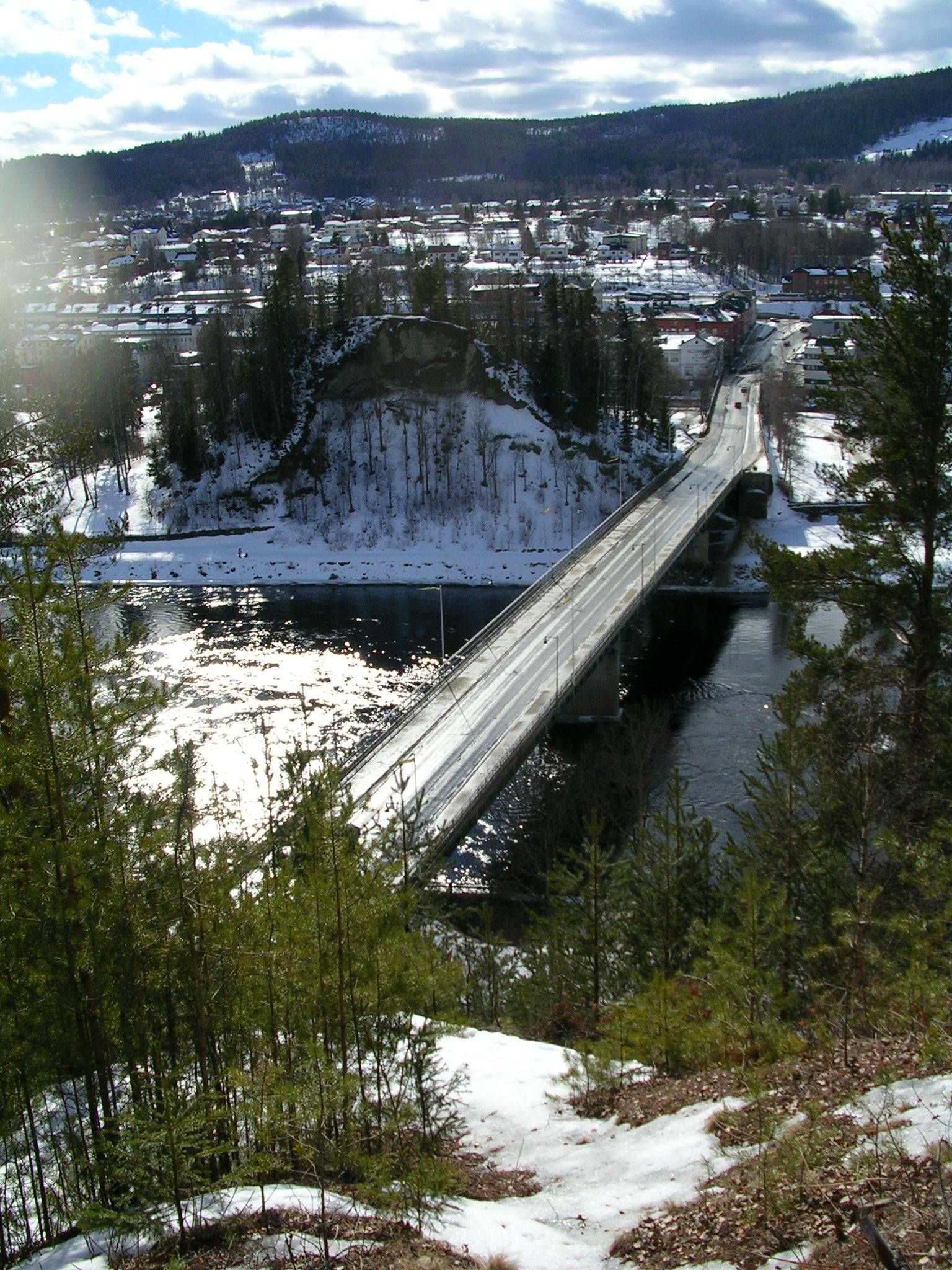
Міст через річку Онгерманельвен

## Покликання
- Сайт комуни Соллефтео